# Freilassing
Freilassing (pronunciación en alemán: /fʁaɪ̯ˈlasɪŋ/ⓘ) es un municipio situado en el distrito de Comarca de Berchtesgaden, en el estado federado de Baviera (Alemania), con una población a finales de 2016 de unos 16 648 habitantes.
Se encuentra ubicado al sureste del estado, en la región de Alta Baviera, cerca de la frontera con Austria.